# Assassinato de Michaela McAreavey
Michaela McAreavey, née Harte (em irlandês: Micheáilín Mhic Giolla Riabhaigh née Ní hÁirt, 31 de dezembro de 1983 - 10 de janeiro de 2011) foi encontrada estrangulada no banheiro de um quarto de hotel em Maurício, para onde havia viajado em lua de mel. Filha do técnico de futebol gaélico Mickey Harte, vencedor de vários títulos do All-Ireland Senior Football Championship de Tyrone, sua morte e os eventos subsequentes motivaram uma ampla cobertura da mídia internacional.
Foi o primeiro assassinato de um turista nas Maurícias, e o primeiro-ministro mauriciano Navin Ramgoolam expressou a sua simpatia às famílias Harte e McAreavey. Os dois trabalhadores do hotel que foram acusados do seu assassinato foram julgados e declarados inocentes pelo Supremo Tribunal das Maurícias: foram absolvidos a 12 de Julho de 2012.

## Vítima
Michaela McAreavey, nascida Michaela Harte, era uma professora irlandesa de 27 anos de Glencull (Ballygawley, Condado de Tyrone, Irlanda do Norte) e filha do técnico do time de futebol gaélico de Tyrone, Mickey Harte. Ela foi a Rosa do Ulster na Rosa de Tralee de 2004.

## Assassinato
Em 10 de janeiro de 2011, McAreavey e seu marido John almoçaram em seu hotel em Grand Gaube. Depois do almoço, por volta das 14h44, ela foi para seu quarto. Os investigadores acreditam que ela foi jogada no chão ao entrar em seu quarto e estrangulada. Ela foi colocada na banheira e a água foi aberta. Seu corpo foi descoberto por seu marido logo depois.